# Eugene Robinson
Eugene Keefe Robinson (* 28. Mai 1963 in Hartford, Connecticut) ist ein ehemaliger US-amerikanischer American-Football-Spieler auf der Position des Safetys. In seiner Karriere spielte er für die Seattle Seahawks, die Green Bay Packers, die Atlanta Falcons und die Carolina Panthers in der National Football League (NFL).

## Frühe Jahre
Robinson ging in seiner Geburtsstadt Hartford auf die High School. Später besuchte er die Colgate University.

## NFL

### Seattle Seahawks
Robinson wurde nach dem NFL Draft 1985 von den Seattle Seahawks verpflichtet. Hier blieb er elf Jahre. nach der Saison 1992 und 1993 wurde er in den Pro Bowl gewählt. 1993 war er der NFL-Spieler mit den meisten Interceptions in der Saison.

### Green Bay Packers
Zur Saison 1996 wurde Robinson von den Green Bay Packers verpflichtet. Mit ihnen gewann er den Super Bowl XXXI, 35:21 gegen die New England Patriots. Ein Jahr später stand er mit den Packers erneut im Super Bowl, sie verloren jedoch 31:24 gegen die Denver Broncos. In diesem Spiel gelang Robinson eine Interception, nach einem Pass vom Broncos-Quarterback John Elway.

### Atlanta Falcons
Zwischen den NFL-Saisons 1998 und 1999 stand er bei den Atlanta Falcons unter Vertrag. Mit den Falcons erreichte er seinen dritten Super Bowl in Folge. Jedoch verlor er auch hier gegen die Denver Broncos mit 34:19.

### Carolina Panthers
Zur Saison 2000 wechselte Robinson zu den Carolina Panthers. Danach beendete er seine NFL-Karriere.